# Матиця хорватська

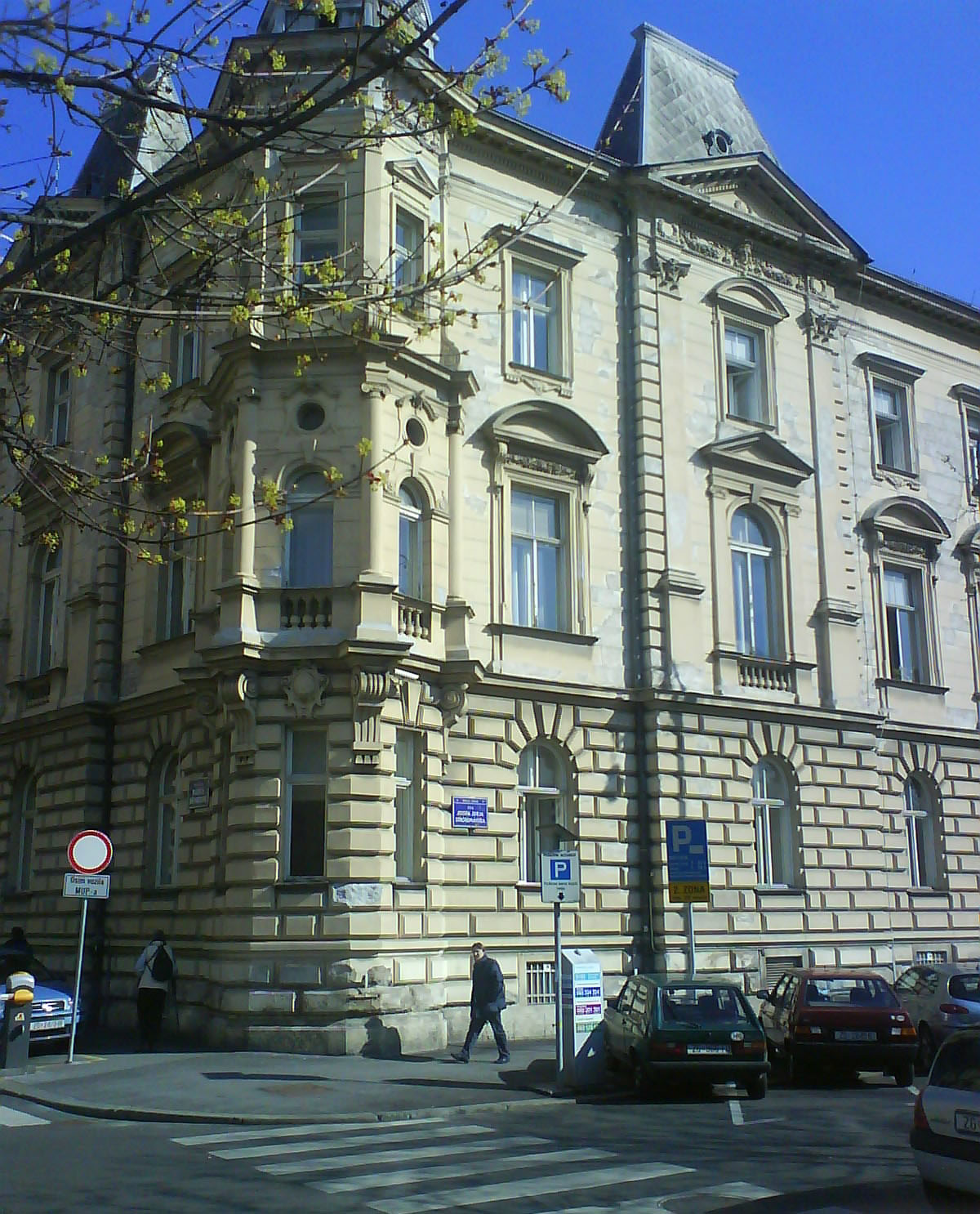
Будівля Матиці хорватської в Загребі

Ма́тиця хорва́тська (хорв. Matica hrvatska) — літературне-наукове і просвітницьке товариство, створене в 1842 році у період хорватського національно-культурного відродження, рушійною силою якого були діячі ілліризма. Матиця хорватська, як і решта слов'янських Матиць, відіграла і продовжує відігравати величезну роль у розвитку хорватської мови, літератури і культури в цілому.

## Історія
Перша половина XIX століття ознаменувалася національно-культурним підйомом слов'янських народів Південної і Центральної Європи. Однією зі складових загального культурницького руху було створення «матіць», які ставили за мету розвиток національних культур, мови, видавничу і просвітницьку діяльність. Ці організації засновували бібліотеки, читальні, друкували підручники і книги, організовували школи, матеріально підтримували вчених і діячів культури тощо.
У 1842 році один з лідерів хорватського ілліризма граф Янко Драшкович запропонував створити при Народній читальні в Загребі культурно-видавниче співтовариство, призначене для видання та розповсюдження літератури хорватською мовою. Товариство дістало назву Матиця іллірійська (Matica ilirska), а Драшкович став його першим головою.
Після закриття читальні в 1850 році товариство стало незалежним. В 1862 році була заснована Матиця далматинська.
В 1874 році Матиця іллірійська була перейменована в Матицю хорватську.
Нарешті 1912 року Матиця далматинська була приєднана до хорватської.
Після укладення так званої Новісадської угоди (початок грудня 1954 року), яка «цементувала» єдність сербохорватської мови Матица хорватська і Сербська Матиця почали спільну роботу над «Словником сербохорватської літературної і народної мови», який мав включити близько 300 тисяч слів. Однак в 1967 році через розбіжності з сербами Матиця хорватська вийшла з проекту, а її видатні діячі випустили «Декларацію про статус і назву хорватської стандартної мови». Це призвело до початку руху, відомого як Хорватська весна. До його придушення комуністичним урядом СФРЮ Матиця хорватська встигла надрукувати довідник «Хорватська орфографія», який був заборонений в Югославії, нині ж є стандартною граматикою хорватської мови.

## Нинішній стан
У теперішній час Матиця хорватська має понад 130 регіональних відділень по всій Хорватії і в населених хорватами районах Боснії і Герцеговини.

## Очільники
Протягом історії Матиці хорватської її очолювали видатні діячі хорватської культури — Янко Драшкович (перший голова, 1842—1850), Іван Мажуранич (1858—1872), Іван Кукулевич-Сакцинський (1874—1889), Густав Крклець (1950—1954), Владо Готовац (1990—1996). Теперішнім (від 2002 року) головою Матиці Хорватської є Ігор Зидич (Igor Zidić).